# トンブクトゥ写本

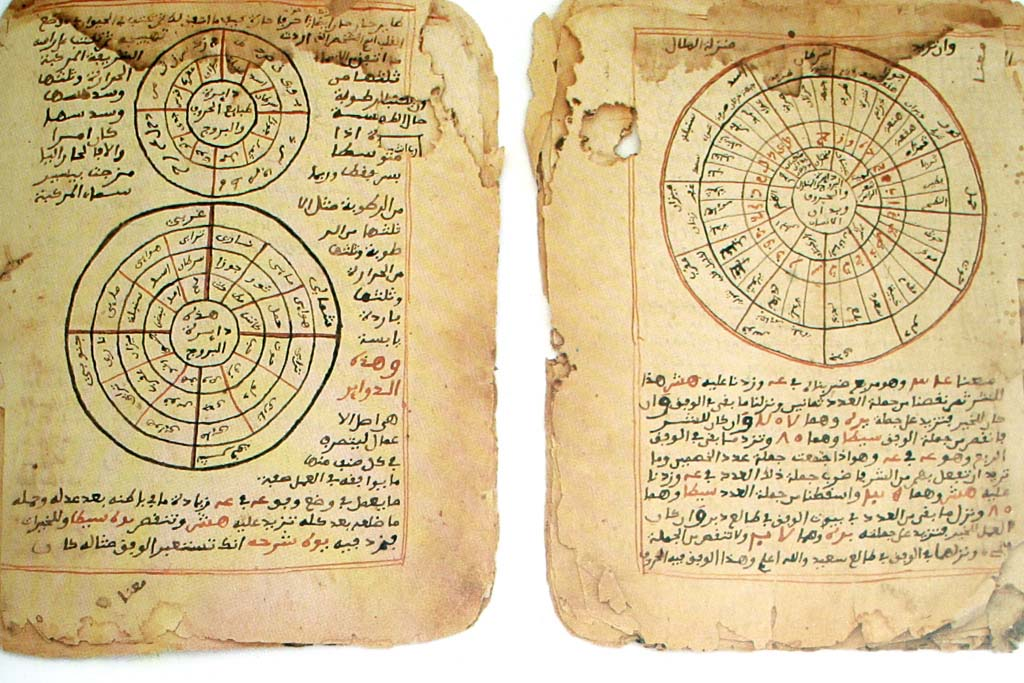
トンブクトゥ写本の例。

トンブクトゥ写本（トンブクトゥしゃほん、フランス語: Manuscrit de Tombuctou）はマリ共和国北部の都市・トンブクトゥで13～17世紀に作成されたさまざまな写本を包括的に指す用語。長らく個人が所蔵していたが、20世紀に入ってからは公共施設による組織的な収集が進んだ。

## 概要
13世紀から17世紀にかけて、特にマリ帝国とそれに続く王国の時期、莫大な富に裏打ちされたトンブクトゥはイスラム文化の学術の中心地になっていた。文学や数学、医学、法学など、イスラム世界の高度な知識が集まり、膨大な数の写本が作られた。写本の数は数十万点におよぶといわれる。
トンブクトゥ写本は多数あり、現存する写本も多く、アフリカ史を研究するうえで貴重な資料となっている。そのほとんどは個人の手に渡り、倉庫・洞窟・地下などに長らく大切に保管されてきた。しかし、トンブクトゥはニジェール川の近くにあり、湿気やシロアリによる被害が進んでいた。
20世紀後半になって外国の文化基金やヨーロッパの大学の協力もあり、組織的な収集が行われてきて、国内のアーメド・ババ研究所（Ahmed Baba Institute）、ママ・ハイダラ記念図書館（Mamma Haidara Commemorative Library）などへ、またイスラム文化に関連した世界の大学・研究所への寄贈が行われている。
2012～13年のマリ北部紛争の終盤に、こうした公共施設に保管されていた写本のほとんどが焼却されたと一部で報道されたが、紛争中にひそかに首都のバマコへ搬出されて、安全に保管されていることが分かった。